# 王琰 (南齊)
王琰（?—?），太原（今屬山西）人，南朝齊、梁政治人物。
在南齊任太子舍人，南梁時為吳興令。篤信佛法，曾與范縝在神滅論論戰中針鋒相對。王琰痛斥范縝：“嗚呼范子！曾不知其先祖神靈所在。”范縝回道：“嗚呼王子！知其先祖神靈所在，而不能殺身以從之。”著有《冥祥記》10卷，已佚。《古小說鉤沉》輯錄一百三十一條。